# NGC 3619
NGC 3619 (również PGC 34641 lub UGC 6330) – galaktyka soczewkowata (S0gas), znajdująca się w gwiazdozbiorze Wielkiej Niedźwiedzicy. Odkrył ją William Herschel 18 marca 1790 roku.